# Аврора (Дисни)
Аврора (на английски: Aurora) е измислена героиня от 16-ия пълнометражен анимационен филм на Уолт Дисни Пикчърс Спящата красавица (1959). Първоначално озвучена от американската певица Мери Коста, Аврора е единственото дете на крал Стефан и кралица Лия. Зла фея на име Злодеида търси отмъщение за това, че не е поканена на кръщенето на Аврора, и проклина новородената принцеса, предричайки, че тя ще умре преди слънцето да залезе на шестнадесетия си рожден ден, като убоде пръста си на вретеното на чекръг. Решени да предотвратят това, три добри феи отглеждат Аврора като селянка, за да я защитят, търпеливо очаквайки нейния шестнадесети рожден ден. Ако заклинанието се сбъдне, то ще може да бъде нарушено само с целувка от истинската ѝ любов, принц Филип.
Аврора е базирана на принцесата от приказката на Шарл Перо Спящата красавица, както и на героинята, която се появява в преразказа на същата история Малка горска роза на Братя Грим. В продължение на няколко години Уолт Дисни се бори да намери подходяща актриса, която да озвучи принцесата, и почти изоставя филма изцяло, докато композиторът Валнер Шуман открива таланта на Коста. Южният акцент на Коста обаче почти ѝ коства ролята, но тя доказва, че може да поддържа британски акцент по време на филма. За да се съобрази с безпрецедентно детайлния фон на филма, изисканият дизайн на Аврора изисква повече усилия, отколкото някога са изразходвани за анимационен герой, а аниматорите черпят вдъхновение от Ар нуво. Анимирана от Марк Дейвис, стройната физика на Аврора е вдъхновена от актрисата Одри Хепбърн. Само с 18 реда диалог и също толкова малко екранно време, персонажът говори по-малко от всеки говорещ главен герой в пълнометражен анимационен филм на Дисни.
Когато филмът Спящата красавица е пуснат за пръв път през 1959 г., се счита едновременно за критичен и комерсиален провал, обезсърчавайки студиото да адаптира приказките в анимационни филми в продължение на три десетилетия. Самата Аврора получава отрицателни отзиви както от филмовата, така и от феминистката критика заради своята пасивност и прилики със Снежанка и остава последната принцеса на Дисни, докато Ариел от Малката русалка дебютира 30 години по-късно през 1989 г. Вокалното изпълнение на Коста обаче е оценено високо, което я вдъхновява да продължи кариерата си като оперна певица. Хронологично Аврора е третата Принцеса на Дисни. Актрисата Ел Фанинг изиграва Аврора в игралния филм Господарка на злото (2014), преразказ на анимационния филм Спящата красавица от 1959 г. от гледна точка на главната героиня. Фанинг се завръща, за да изобрази 21-годишната принцеса Аврора в Господарка на злото 2 (2019).

## Разработване

### Концепция и писане
В продължение на няколко години Уолт Дисни се опитва да адаптира приказката Спящата красавица в пълнометражен анимационен филм, като възнамерява да базира проекта на версиите на историята, както на Шарл Перо, така и на Братя Грим. Дисни обмисля напълно да се откаже от работата по филма, докато е открит таланта на певицата Мери Коста, чийто кастинг като героиня на филма най-накрая позволява на проекта да премине от развитие към производство. По времето, когато Аврора е измислена, Дисни има само две принцеси: Снежанка и Пепеляшка, героини съответно от Снежанка и седемте джуджета (1937) и Пепеляшка (1950). Уолт Дисни иска третата му принцеса да бъде възможно най-различна от Снежанка, но между двете героини и съответните им истории остават няколко силни прилики. Гари Сусман от Мувифон отбелязва, че и в двата филма се представя „зла вещица, ревнуваща млада и красива принцеса; принцесата, която се крие в горска къща с група забавни герои ...и вещицата, приспиваща принцесата в дълбок сън, от което само целувката на истинската любов може да я събуди“.
В оригиналната приказка принцесата всъщност спи 100 години, преди да бъде събудена от целувката на принца; тази подробност е променена във филма в полза на това, че принц Филип е представен по-рано и по този начин Аврора се събужда много по-рано. Във версията на Братя Грим принцесата убожда пръста си на 15-годишна възраст, докато Дисни решава да е с една година по-голяма. Имената на Аврора са заимствани както от балета на Чайковски, така и от приказката на Братя Грим. Докато Чайковски нарича своята принцеса „Аврора“, Братя Грим я наричат „Малка горска роза“; това вдъновява Дисни да използва и двете имена във филма, като последното служи като псевдоним на героинята, докато тя се крие от Злодеида. Аврора е последната принцеса, в чието създаване пряко участва самият Уолт Дисни преди смъртта си.

### Глас
Аврора се озвучава от американската певица Мери Коста, която е на 22 години, когато е избрана за персонажа през 1952 г. Тя израства с филмите на студиото. Като дете Коста толкова много обожава филма Снежанка и седемте джуджета, имитирайки главната героиня около къщата си, облечена в халат за баня като импровизирана пелерина. Коста описва себе си като привлечена от ролята на Аврора с думите „да бъде на точното място в точното време“. В продължение на три години създателите на филма търсят подходящия глас за героинята. Самият Дисни обмисля да отложи проекта, освен ако не бъде намерена подходяща озвучаваща актриса, като настява същата да озвучи както диалозите, така и вокалите на героинята. Мери Коста присъства на вечеря на развлекателната индустрия, на която е поканена от приятел, който се надява да я запознае с някои влиятелни хора; на събитието тя изпълнява популярната песен When I Fall in Love. Изпълнението е изслушано от филмовия композитор Валтер Шуман, който, впечатлен от вокалите ѝ, се обръща към Коста относно възможността да озвучи Аврора, като я кани на прослушване на следващата сутрин. Въпреки съмненията, че ще бъде одобрена, Коста се съгласява и се явява на прослушване, най-вече защото иска да се срещне с Уолт Дисни. След пристигането си в студиото на следващия ден композиторът Джордж Брънс приветства Коста, като я моли да изпълни птичи призив, който тя сътворява успешно. Въпреки това, тъй като е от Ноксвил, Тенеси, силният южен акцент на Коста почти не ѝ пречи да бъде одобрена, докато тя доказа, че може да поддържа фалшив британски акцент през целия филм. Създателите на филма оприличават ситуацията с английската актриса Вивиан Лий, която успешно симулира южен акцент за ролята си на Скарлет О'Хара във филма Отнесени от вихъра (1939). В рамките на часове след прослушването ѝ самият Уолт Дисни се свързва с Коста по телефона, за да ѝ предложи ролята, която тя веднага приема. Аврора е първата голяма филмова роля на Коста.
Коста комуникира с Уолт Дисни поне два пъти седмично в продължение на девет месеца, но само по телефона, тъй като продуцентът се опасвя, че нейната личност или външен вид ще повлияят на визията му за Аврора, ако трябва да се срещнат лично. За първи път се запознават, когато Коста записва В моя сън, любимата песен на Уолт от филма. Когато Коста пита Уолт защо е решил да я избере за ролята на Аврора от всички актриси, участвали на прослушването, продуцентът обяснява, че това е така, защото нейният пеещ глас звучи „като продължение на речта“. Уолт съветва Коста да "рисува с гласа [си]". Той също така я съветва да избягва настинките, да яде топла храна два часа преди записващите сесии, да упражнява гласните си струни и да спи девет часа всяка вечер. Уолт и Коста развиват специални отношения, подобни на тези между баща и дъщеря. Главният аниматор на Аврора, Марк Дейвис, често наблюдава и скицира Коста, докато тя работи, за да включи маниерите ѝ в героинята. Коста работи в тясно сътрудничество с актрисите Върна Фелтън, Барбара Джо Алан и Барбара Лъди, озвучаващи съответно на Флора, Фауна и Лъчезария, с които изграждат добро приятелство, като същевременно показва най-голямо уважение към актрисата Елинор Одли, озвучила на Злодеида. Тя също записва с актьора Бил Шърли, озвучил принц Филип, признавайки, че се е влюбила в него. Коста посочва като любима сцена тази, в която Аврора и Филип се срещат. Шуман, композиторът, отговорен за откриването на Коста, напуска проекта поради творчески различия с Дисни и в крайна сметка умира, преди филмът да бъде завършен.
Певческият глас на Коста е комбинация от класическо и поп пеене. Песните на Аврора се записват през първата година от производството. Коста упражнява песните си на живо с оркестъра, преди да ги запише. След като работи върху филма в продължение на три години, тя най-накрая завършва записа през 1955 г., много преди филмът да е завършен; на аниматорите отнема още няколко години, за да завършат кадрите, които придружават вокала и диалога на Коста. Коста често се връща в студиото, за да презаписва, докато историята се променя и еволюира, което тя определи като „старателен“ процес. Въпреки това, само с 18 изречени реплики, Аврора говори по-малко от всеки друг главен герой в пълнометражен анимационен филм на Дисни – освен Дъмбо, който е напълно мълчалив – и няма абсолютно никакъв диалог, след като се събужда от дълбокия си сън. Липсата на диалог на героинята се дължи на факта, че тя остава заспала през по-голямата част от филма. В крайна сметка изпълнението на Коста в Спящата красавица – и самият Уолт Дисни – я вдъхновява да продължи кариерата си като професионална оперна певица, като я съветва „Мери, просто помни трите качества... посвещение, решителност и дисциплина, и ще постигнеш мечтите си!“. Заплатата на Коста е 250 долара на седмица.

### Личност и дизайн
Отзивът за Аврора в уебсайта на Принцесата на Дисни е, че героинята е „нежна и любяща“. Уолт Дисни представя Аврора на Коста като „многопластов образ“, описвайки я като „различна. Тя е спокойна, но е игрива. Има чувство за хумор и въображение“. Въпреки популярното мнение, че Аврора е много пасивна, Коста вярва, че принцесата всъщност е „много силна“, като посочва порива ѝ да се противопоставя на настойниците си като пример за нейната сила, като същевременно се позовава на героинята като „красиво олицетворение на женствеността“. Отгледана само от три жени в много защитена среда, Аврора няма контакт с мъж, преди да се срещне с Филип. Коста вярва, че поради това Аврора е „по природа романтична“. С много любвеобилен характер, Аврора се радва на самотния си живот. Освен това, близкото общуване на героя с горски същества се използва, за да демонстрира, че тя е любяща личност.
Уолт Дисни предизвика своите аниматори да накарат героите от филма да изглеждат „възможно най-реални“. Аниматорът Марк Дейвис е главният аниматор на Аврора, отговорен за създаването на най-важните сцени на героинята. По времето, когато той започва да работи по Спящата красавица, предишният му трудов опит го утвърждава като „един от аниматорите на красиви момичета на Уолт Дисни“, който преди това анимира Снежанка и Пепеляшка, а също Алиса от Алиса в Страната на чудесата (1951) и Камбанка от Питър Пан (1953). Въпреки че героините са сред най-трудните герои за анимация, познанията на Дейвис за човешкото тяло и анатомията „оживяват тези емблематични женски персонажи и ги правят правдоподобни“, според Семейния музей на Уолт Дисни. Аниматорът по контрол на качеството Ивао Такамото описва работата по Аврора като „трудоемка работа, тъй като рисунките са толкова усъвършенствани“, скиците с героинята се ограничават до седем на ден. С артистичност, „характеризираща се с чувство за стил“, Дейвис включва Ар нуво и Арт Деко в дългите златни къдрици на Аврора. Героинята е нарисувана с виолетови очи, първата принцеса на Дисни, която има очи в този цвят. Забележително е, че Дейвис анимира Аврора през целия филм, вместо да бъде заменен от друг аниматор, който според Коста би променил външния вид на героинята към по-лошо. Изисканите черти на Аврора допълват тези на Злодеида, която е също толкова изискана и „примамлива“, но по по-„манипулативен начин“. И двете героини са анимирани от Дейвис.
Уолт Дисни силно насърчава Коста да работи в тясно сътрудничество с Дейвис, докато той анимира Аврора, за да може тя да научи възможно най-много за нейния характер и да се запознае с „всички нейни аспекти“. В крайна сметка Дейвис и Коста стават близки приятели. Актрисата и танцьорка Хелън Стенли служи като модел на живо за Аврора, предоставяйки визуална справка за аниматорите. Костюмът на Стенли е проектиран от дизайнерката на костюми Алис Естес, тогава студентка в Института за изкуство Чунар, по заповед на Дейвис. В крайна сметка Естес и Дейвис се женят. Междувременно британската актриса Одри Хепбърн служи като вдъхновение на аниматора Том Ореб за тялото на Аврора, от която заимства „елегантните, стройни черти на принцесата“. Аврора има общо 18 минути екранно време.

## Изяви

### Филм и телевизия
Аврора дебютира в Спящата красавица (1959) като единствената дъщеря на крал Стефан и кралица Лия. Разгневена, тъй като не получава покана за кръщенето, принцесата е прокълната от злата фея на име Злодеида, която я обрича на смърт – преди слънцето да залеза на 16-ия си рожден ден, тя ще убоде пръста си на вретено и ще умре. Въпреки това, една от трите добри феи – Лъчезария, променя проклятието, така че вместо това Аврора ще спи, докато не бъде събудена от целувка от истинската си любов. Лъчезария и двете други феи, Флора и Фауна, вземат допълнителни предпазни мерки, като отглеждат принцесата в уединена къща в гората под псевдонима Горска роза, за да я предпазят от Злодеида, докато настъпи шестнадесетият ѝ рожден ден. Години по-късно, 16-годишната Аврора среща красив мъж в гората. Без да подозират, че той всъщност е принц Филип, за когото тя е сгодена още от бебе, двамата се влюбват и се съгласяват да се срещнат отново. Феите обаче най-накрая ѝ разкриват истинската самоличност на Аврора и заради това ѝ забраняват да го вижда, защото планират да я върнат на родителите ѝ. Докато е сама в замъка, Аврора е хипнотизирана от Злодеида, която я кара да убоде пръста си и да изпълни пророчеството на Лъчезария. След това феите я поставят в най-високата кула, за да спи спокойно, и преспиват цялото кралство докато магията не бъде нарушена. Междувременно Злодеида е заловила Филип, когото феите освобождават, след като разбират, че всъщност той е същият човек, който Аврора е срещнала в гората по-рано същия ден. Помагайки му да победи Злодеида, Аврора е успешно събудена от целувката на Филип и накрая се събира с родителите си.
В Disney Princess Enchanted Tales: Follow Your Dreams (2007) Аврора е озвучена от актрисата Ерин Торпи. В сегмента Keys to the Kingdom родителите ѝ я оставят отговорна за управлението на кралството по време на тяхното двудневно отстъствие. Отказвайки помощ от феите, те ѝ дават собствената си пръчка, ако тя се нуждае от помощ. Отначало не е склонна да я използва, тъй като е решена да постигне всичко сама, Аврора в крайна сметка се поддава, когато задълженията ѝ се окажат огромни. Неопитността ѝ с магията обаче води до няколко последствия, което принуждава лорд Дюк да предупреди Стефан, Лия, крал Хюбърт и принц Филип, които се връщат от кралска конференция, за гигантските пилета, зелени прасета и крави. След това тя е принудена да върне нещата в ред без магия, преди останалите да дойдат в тронната зала. Тя е домакин на банкет за своите родители, крал Хюбърт, принц Филип, лорд Дюк, Флора, Фауна и Лъчезария.

### Господарка на злото
В Господарка на злото (2014), игрална версия, базирана на анимационния филм, историята се преразказва от гледна точка на злодея. Аврора е изиграна от актрисата Ел Фанинг. Принцесата е отгледана от Злодеида, след като за първи път е прокълната от нея в акт на отмъщение срещу баща ѝ крал Стефан, само за да се развие силна връзка, поднобна на тази между майка и дъщеря. Аврора нежно нарича Злодеида своя фея кръстница. Когато нейното проклятие най-накрая е изпълнено, Аврора се събужда от разкаяната целувка на Злодеида по челото, за разлика от принцовата. Аврора защитава Злодеида от баща си и в крайна сметка ѝ връща крилата, когато е коронясана за кралица както на човешкото царство, така и на приказното царство. Фанинг играе ролята в продължението, Господарка на злото 2 (2019). Изминават пет години, откакто Аврора е кралица. Един ден Филип най-накрая иска ръката ѝ. Въпреки че първоначално Злодеида не приема Филип, тя се съгласява да отиде да вечеря в замъка му, за да се срещне с бъдещите свекъри на Аврора. След това Злодеида е обвинена погрешно за проклятието на бащата на Филип, крал Джон, а Аврора отказва да се върне у дома с нея. В крайна сметка Злодеида започва да липсва на Аврора. Скоро тя открива, че майката на Филип, кралица Ингрит, е проклела краля. Накрая Аврора и Филип се женят.

## Български гласове
| Година | Заглавие              | Актриса                                         | Дублажно студио                           |
| ------ | --------------------- | ----------------------------------------------- | ----------------------------------------- |
| 2008   | Спящата красавица     | Вилма Карталска (диалог) Емилия Иванова (вокал) | Александра Аудио (нахсинхронен дублаж)    |
| 2015   | Господарка на злото   | Даринка Митова                                  | Доли Медия Студио (войсоувър дублаж)      |
| 2018   | Господарка на злото   | Петя Абаджиева                                  | Нова Броудкастинг Груп (войсоувър дублаж) |
| 2019   | Господарка на злото 2 | Радина Боршош                                   | Доли Медия Студио (нахсинхронен дублаж)   |